# Ток Ток
Ток Ток (на английски: Talk Talk) е английска рок група, активна от 1981 г. до разпадането си през 1992 г. Техните ранни хитове включват „Today“, „Talk Talk“ (и двете от 1982 г.), „It's My Life“ и „Such a Shame“ (и двете от 1984 г.). Въпреки че групата постига умерен успех в собствената си страна, тя жъне и международен успех. Ток Ток преминават от синтпоп към по-експериментална музика в средата на 1980-те години, спомагайки да се даде началото пост-рока. Постигат с умерен успех в Европа и Великобритания с последвалите сингли „Life's What You Make It“ (1985) и „Living in Another World“ (1986), като през 1988 г. издават четвъртия си албум Spirit of Eden, който се оказва по-малко комерсиално успешен.
След известни търкания с лейбъла EMI, групата минава към Polydor за финалния си албум, „Laughing Stock“ от 1991 г., като малко след това се разпада. Вокалът Марк Холис издава един солов албум през 1998 г., преди да се оттегли от музикалната индустрия. Бас китаристът и барабанистът, Пол Уеб и Лий Харис, свирят заедно в няколко групи.

## История

### 1981 – 83: Образуване
Ток Ток е образувана като квартет, съставен от Марк Холис (вокали/текст), Лий Харис (барабани), Пол Уеб (бас китара) и Симон Бренет (клавири). В ранните си години често биват сравнявани с Duran Duran. Освен че двете групи имат имена от две повтарящи се думи, те също споделят една и съща музикална посока, повлияна от Roxy Music, както и един и същ лейбъл (EMI) и продуцент (Колин Търстън). Групата, също така, подгрява Duran Duran на турне в края на 1981 г.
Групата издава първия си сингъл, „Mirror Man“, чрез EMI през февруари 1982 г. Той не постига особен успех, но бързо е последван от сингъла „Talk Talk“ през април 1982 г. (презапис на песента на The Reaction), който достига номер 52 във Великобритания. Първият албум на групата, озаглавен The Party's Over е издаден през юли 1982 г. Постигат първите си Топ 40 хитове във Великобритания със синглите „Today“ (No. 14) и преиздадената „Talk Talk“ (No. 23). Тези сингли също става хитове в други държави като Ирландия, ЮАР, Австралия и Нова Зеландия. Преиздадената „Talk Talk“ достига американския Топ 75. Албумът е продуциран от Колин Търстън, който е продуцент и на Duran Duran по това време, но избира Холис, заради участието му в албума на Дейвид Бауи Heroes. Постига умерен успех във Великобритания, достигайки No. 21 и сребърен сертификат от Британската фонографична индустрия за продажби от 60 000 копия към 1985 г. В Нова Зеландия е Топ 10 хит.
Срещат доста по-голяма аудитория през октомври 1982 г., когато поддържат Genesis на концерт с първоначалния им вокал Питър Гейбриъл.
Бренер напуска след хита от 1983 г. „My Foolish Friend“, който е продуциран от Рет Дейвис. Бренер така и не бива заместен и Ток Ток остава трио. Все пак, Тим Фрийзе-Грийн е привлечен да помага със записването на техния втори албум, It's My Life и скоро става продуцент на групата, като също така свири на клавири и помага на Холис с писането на текстове. Въпреки че има голям принос към групата, Фрийзе-Грийн никога не се присъединява към нея официално. Следователно, той рядко се появява на турнета на групата и не присъства на публичните им появи.

### 1984 – 86: Комерсиален успех
Въпреки че големият успех все още им избягва във Великобритания, Ток Ток постигат значителен международен успех през 1984 – 85 г., особено в континентална Европа, Северна Америка и Нова Зеландия с албума „It's My Life“. Акомпаниращият сингъл „Such a Shame“ става Топ 10 хит в Австрия, Франция, Германия, Италия, Нидерландия и Швейцария през този период. Заглавната песен на албума, също така, става Топ 10 хит в Италия и влиза в Топ 40 на САЩ, Канада, Франция, Германия, Нова Зеландия и Нидерландия. Трети сингъл, „Dum Dum Girl“, е успешен в някои европейски държави и Нова Зеландия. Обаче, албумът и синглите му са като цяло пренебрегнати в Обединеното кралство. Въпреки комерсиалния си успех, групата прави умишлени решения, за да се оттегли от мейнстрийма. Клипът към песента „It's My Life“, например, показва намусения Холис, който осмива лип-синка. От EMI възразяват, така че клипът е заснет отново, този път като „тотално възражение срещу лип-синка“.
Художникът Джеймс Марш прави дизайна на първата обложка за It's My Life, базирайки се на името на групата. Той поддържа същата тема и в следващите сингли, оставайки артистичният фронтмен на групата и създавайки всички техни обложки и постери през кариерата им.
Ток Ток изостават синтпоп звученето напълно в третия си албум, The Colour of Spring, издаден през 1986 г. Той им спечелва най-големия успех на родната сцена, изкачвайки се до Топ 10 (и получавайки златен сертификат за продажби от 100 000 копия), отчасти подари Топ 20 сингъла „Life's What You Make It“, който е успешен и на международната сцена. Друг сингъл, „Living in Another World“, достига Топ 40 в Германия, Нидерландия, Белгия, Швейцария и Италия. По това време всички песни на групата се пишат от Холис и Фрийзе-Грийн.
Разширеният състав на групата за турнето през 1986 г. е представен от Холис, Уеб, Харис плюс Джон Търнбул (китари), Рупърт Блак и Иън Кърноу (клавири), Фил Рейс и Лерой Уилямс (перкусии) и Марк Фелтъм (хармоника).

### 1987 – 92: Експериментален период
Успехът на The Colour of Spring предоставя по-голям бюджет на групата и разписание за следващите записи за следващия им албум. След повече от година работа и с приноси от много други музиканти, Spirit of Eden е издаден през 1988 г. от лейбъла на EMI Parlophone. Албумът е съставен от много часове импровизирани инструментали, които Холис и Фрийзе-Грийн редактират и аранжират, използвайки цифрово оборудване. Резултатът е смесица от рок, джаз, класическа и ембиънт музика. С добри отзиви от критиците албумът достига Топ 20 във Великобритания и получава сребърен сертификат за продажби от 60 000 копия. Групата съобщава, че няма да се опита да пресъздаде албума на живо. Без турне и без видео клипове и сингли, остава малко маркетинг за звукозаписната компания. В края на краищата, групата неохотно се съгласява на клип за ремиксираната версия на „I Believe In You“, издаден като първи сингъл. Холис, обаче, не е доволен от видеото, и го заявява ясно в интервю със списание Q.
По времето на създаване на Spirit of Eden, мениджърът на Ток Ток се опитва да освободи групата от договора им с EMI. Той се опасява, че няма да има финансиране за друг албум. EMI, обаче, желае да запази групата в списъка си. След много месеци на съдебни спорове, групата накрая успява да се измъкне от договора. След това EMI осъжда групата, твърдейки, че Spirit of Eden не е „комерсиално задоволителен“, но случаят е изнесен извън съда. Към края на 1988 г. Уеб напуска групата.
След като групата е освободена от EMI, лейбълът издава ретроспективната компилация „Natural History: The Very Best of Talk Talk“ през 1990 г. Тя достига номер 3 в британската класация за албуми и получава златен сертификат за продажби от 100 000 копия. Също така, е международен успех и накрая успява да продаде над 1 милион копия световно. Сингълът от 1984 г. „It's My Life“ също е преиздаден и този път става най-високо изкачилия се сингъл на групата в родната им страна, достигайки номер 13 в класацията Ю Кей Сингълс Чарт. Преиздаденият сингъл „Life's What You Make It“ достига Топ 30. Групата съди EMI за това, че издават ремиксиран материал, без тяхното съгласие.
През 1990 г. групата, вече съставена от Холис, Харис и Фрийзе-Грийн, подписва двуалбумен договор с Polydor. Издават Laughing Stock чрез Върв Рекърдс през 1991 г. Ток Ток еволюира в марково име на студийните записи на Холис и Фрийзе-Грийн, заедно с многобройни сесийни студийни музиканти. Laughing Stock кристализира експерименталният звук на групата, който започва със Spirit of Eden. Laughing Stock достига No. 26 в класацията за албуми във Великобритания.

## Разпадане
След Laughing Stock, Ток Ток се разпада през 1992 г., тъй като Холис желае да отделя повече внимание на семейството си. Пол Уеб се присъединява към Лий Харис и двамата сформират групата O.rang, докато Тим Фрийзе-Грийн започва да записва под името Heligoland. През 1998 г. Марк Холис издава едноименния албум Mark Hollis, който пази минималистичния пост-рок звук на Spirit of Eden и Laughing Stock, но се оттегля от музикалната индустрия малко след това. Уеб си сътрудничи с Портисхед, с които издава албума Out of Season през 2002 г.

## Наследство и влияние
Влиянието на Ток Ток надхвърля популярността на групата сред широката публика. Заедно с групата Slint, на Ток Ток се преписва изобретяването на пост-рока в техните два последни албума, Spirit of Eden и Laughing Stock. Изпълнителите, които хвалят групата или я цитират като влияние включват Tears for Fears, Матю Гууд, Елбоу, Шиъруотър, M83 и Стийв Хогарт от Мерилиън. Групите Placebo, Weezer, The Divine Comedy и The Gathering правят кавъри на песента „Life's What You Make It“, а No Doubt правят глобален хит от кавър на песента „It's My Life“ през 2003 г.
Почитателски албум и антологична книга, и двете озаглавени Spirit of Talk Talk, са издадени през 2012 г. Книгата включва всичките произведения на изкуството, които Джеймс Марш прави за групата, и ръкописно написани лирики от групата. Двойният албум включва кавъри на различни изпълнители.
Холис и Ток Ток продължават да бъдат възхвалявани като изпълнители, които не се поддават на напрежението от корпоративни и комерсиални интереси.

## Дискография

### Студийни албуми
- The Party's Over (1982)
- It's My Life (1984)
- The Colour of Spring (1986)
- Spirit of Eden (1988)
- Laughing Stock (1991)

### Live албуми
- London 1986 (1998)

## Видеография
- Live at Montreux 1986 (Montreux Jazz Festival) (DVD, 2008)
- Live in Spain 1986 (Plaza Mayor, Salamanca, Spain) (DVD, 2012)